# Forsa församling, Uppsala stift
Forsa församling var en församling i Uppsala stift och i Hudiksvalls kommun i Gävleborgs län. Församlingen uppgick 2006 i Forsa-Högs församling.

## Administrativ historik
Församlingen har medeltida ursprung. Ur församlingen utbröts 12 juni 1798 en del av den då bildade Nianfors församling.
Församlingen var till 1 maj 1918 moderförsamling i pastoratet Forsa och Hög, för att därefter till 1962 utgöra ett eget pastorat. Från 1962 till 2006 åter moderförsamling i pastoratet Forsa och Hög. Församlingen uppgick 2006 i Forsa-Högs församling.
Församlingskod var 218411. 

## Organister
| Ämbetstid | Namn | Levnadstid | Övrigt  |
| --------- | ---- | ---------- | ------- |
| 1964      | –    | –          | Vakant. |

## Kyrkor
- Forsa kyrka